# Губернатор Ангильи
Губернатор Ангильи (англ. Governor of Anguilla) — представитель британского монарха в заморской территории Ангилья. Губернатор назначается монархом по совету его правительства. Губернатор обладает верховной властью на Ангилье, но фактически власть исполняется местными избранными должностными лицами Ангильи. Основная роль губернатора — назначение премьер-министра Ангильи.
Официальной резиденцией губернатора является Дом правительства в Олд-Тауне. У губернатора есть собственный флаг — Юнион Джек, изменённый гербом Ангильи.
Джулия Крауч — губернатор Ангильи с 11 сентября 2023 года.